# Династия Коэла Старого

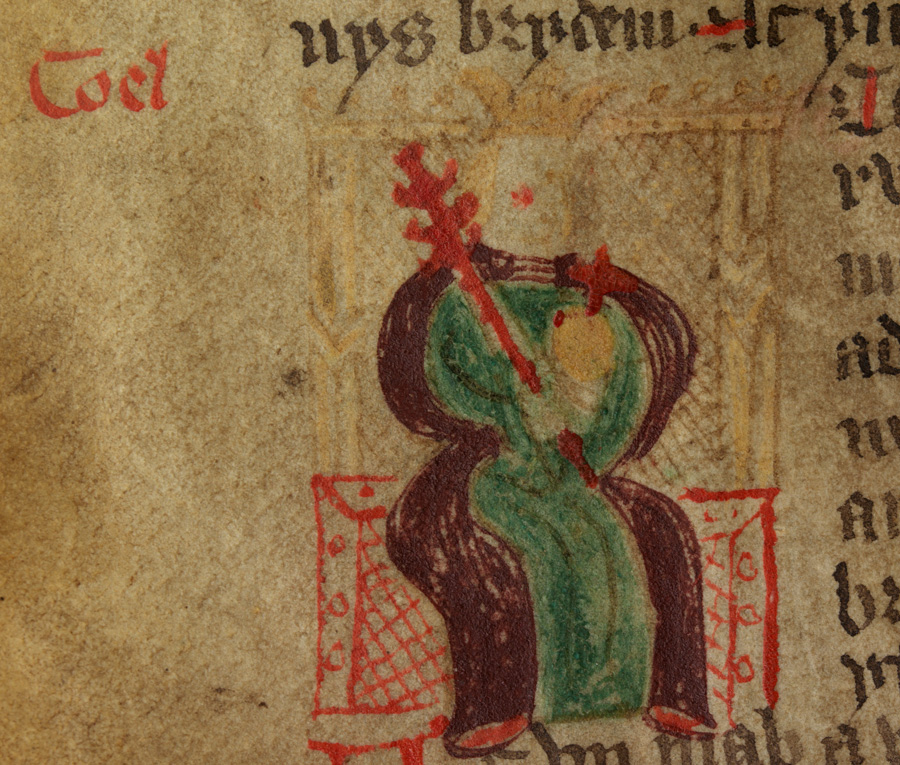
An illustration depicting Coel from a 15th-century Welsh-language version of Geoffrey of Monmouth's Historia Regum Britanniae

Династия Коэла Старого, иначе, Коэлинги (англ. Coeling) — династия бриттского происхождения, основателем которой считается Койлхен, губернатор северной Британии (Dux Britannorum) с центром в Эборакуме. Его предки по мужской линии, возможно, тоже были той же должности, что и он. Линия его предков является ответвлением рода Дубновеллаунидов, основатель которого — Дубновеллаун, брат Таскиована. Койлхен стал полностью самостоятельным, фактически, в 383 году, а полностью — в 407 году, когда Британию стали покидать римские легионы.

## История
Государство Койлхена Великолепного было самым большим на острове. Столицей был город Эборакум. В 420 году Койлхен умирает, тогда и начинается первое раздвоение династии. Младший сын, Гарбониан, создает Бринейхскую ветвь, которая пресекается со смертью Морканта, правителя Гододина, в 638 году. Старшую линию продолжает Кенеу, правитель Эбрука. С его смертью (450 год) происходит выделение ещё одной линии, Регедской, основателем которой стал Гураст. В свою очередь, эта линия разделилась на две в 535 году. Основателем Кинвархингов стал Кинварх, а другой линии — Элидир. Последним потомком Кинварха стал Кинан ап Паскен, внук Уриена. Род Элидира разделился на два, основателем первого стал Двиуг ап Лливарх, а второго — его племянник Сандде ап Лливарх. Потомки Двиуга стали править на острове Мэн, основав таким образом Мэнскую ветвь династии, от которой, в свою очередь, выделились династии Аберфрау, Матравал и Диневур. Основная линия продолжилась Мором и угасла с его внуком Рином, чья дочь, Перуйр, стала женой Рина Гвинедского. Второй сын Мора, Артуис, дал начало двум линиям: Пеннинской, начатой Пабой, и Калхвинедской, основателем которой стал Кинвелин. Таким образом, главенство сохранялось у правителей Пеннинов, а затем у правителей Калхвинеда. От правителей Калхвинеда произошла Калхвинед-Бринфенигалская династия, которая позже дала начало Тюдорам, королям Англии.

## Генеалогическое древо

### Основная генеалогия
- Койл Старый
  - Кенеу ап Коэль
    - Мор ап Кенеу
      - Эйнион ап Мор
        - Элиффер ап Эйнион
          - Персиваль
            - Гургант Герой
              - Святой Кедуин

          - Гурги
          - Элидир
          - Лливарх
          - ещё 3 сына

        - Кейдио ап Эйнион
          - Гвенддолеу ап Кейдио
          - Нудд
          - Кау

        - Рин Риветваур
          - Перуйра, её муж Рин ап Майлгун
            - Бели ап Рин
              - Иаго ап Бели
                - Кадван ап Иаго
                  - Кадваллон ап Кадван

      - Артуис ап Мор
        - Пабо Опора Британии
          - Сауил Высокомерный
            - Гвидгун
              - Кадваллон
                - Карадок (ум.663)

            - Святой Мадог
            - Санктан
            - Святой Асаф
            - Пирр

          - Динод Толстый
            - Святой Дейниол
              - Святой Дейниолен

            - Святой Кинвил
            - Святой Гвартан
            - Анейрин

          - Каруид

        - Грейдал
        - Кинвелин
          - Кинвид ап Кинвелин
            - Кадрод Калхвинед, продолжение ниже
            - Кинан Генхир
            - Кинвелин Друсгл

      - Морид
        - Морврин Врих
          - Мирдин

      - Святой Талхайрн
        - Святой Тангун

    - Гураст Косматый
      - Мейрхион Гул
        - Кинварх ап Мейрхион
          - Уриен
            - Оуэн ап Уриен
              - Элфин ап Оуэн
              - Святой Мунго
              - Эдвин
              - Паскен
              - Киндруин Пенгверн (возможно)

            - Рин ап Уриен
              - Ройд ап Рин
                - Риайнфельт, её муж Освиу
                  - Эльфрит, их сын

            - Риваллон ап Уриен
            - Элфин
              - Гвайт Хенгаер
                - Святой Груст

            - Дейвир
            - Святой Каделл
            - Паскен ап Уриен
              - Кинан
              - Святой Гурфиу
                - Святой Нирлан

          - Анараун
          - Ллеу
            - Медрод

          - Араун
            - Святой Киуг

        - Элидир Лидануин
          - Лливарх Старый, продолжение ниже

        - Идно
          - Мейриг
            - Святой Элает Френхин

      - Масгвид Глофф
        - Ллаенног ап Масгвид
          - Гваллог ап Ллаенног
            - Кередиг ап Гваллог

          - Мадауг

        - Эйнион
        - Артуис
        - Святой Кинлло
        - Карадог

  - Гарбониан ап Коэль
    - Дивнуал Лысый
      - Бран Старый
        - Кингар ап Дивнуал
          - Моркант Фулх
            - Коледог ап Моркант
              - Моркант ап Коледдог

### Династия Калхвинед
- Кадрод Калхвинед
  - Лливарх
  - Испуис
    - Кингу (Кинген?)
      - Карклудуис
        - Святой Теглас/Тегван
        - Аллту Редегог
          - Святой Элиан[1]

### Династия Южного Регеда и Манау
- Лливарх Старый
  - Двиуг
    - Гвиар (Гвайр)
      - Тегид
        - Алкун
          - Сандде Брид Энгил
            - Элидир ап Сандде
              - Гуриад ап Элидир
                - Мервин ап Гуриад
                  - Родри ап Мервин
                    - Гуриад
                    - Каделл ап Родри, основатель династии Диневур
                    - Анарауд ап Родри, основатель династии Аберфрау
                    - Мервин ап Родри, основатель династии Матравал
                    - Аэддан
                    - Мейриг
                    - Гвидделиг
                    - Тудвал Хромой
                      - Алсер

                    - Элисед
                    - Родри

                  - Гуриад
                  - Анарауд

                - Кэдрод
                  - Килмин Дроед-Дду
                    - Ллофан

            - Мечидд

  - Сандде Брид Энгил
    - Мечидд
    - Мадог Мадогион

  - Исгун
    - Святой Буан

  - ещё 34 сына